# Chu trình Cori
Chu trình Cori, được đặt theo tên của người khám phá ra nó là Carl Ferdinand Cori và Gerty Theresa Cori, là một chu trình chuyển hóa năng lượng diễn ra trong cơ thể sinh vật. Trong quá trình này axit lactic được sản sinh ra từ quá trình đường phân kỵ khí diễn ra tại cơ, số axit này sẽ được chuyên chở tới gan và lại được tái chuyển đổi thành glucose, số glucose này được chuyển trở lại về cơ và tiếp tục đường phân thành axit lactic.

## Vai trò
Nhờ có chu trình Cori, axit lactic - sản phẩm của quá trình đường phân kỵ khí ở cơ - đã được loại bỏ ra khỏi cơ và chuyển đến gan trước khi cơ chịu những tác hại của sự nhiễm axit lactic. Chu trình Cori cũng đóng vai trò quan trọng trong việc sản sinh năng lượng dưới dạng ATP dùng cho hoạt động của cơ. Nó hoạt động hiệu quả nhất khi các hoạt động của cơ đã tạm dừng lại, nhờ đó phần ôxi bị thiếu hụt có thể được bù trừ bởi chu trình Krebs và chuỗi chuyển điện tử có thể sản sinh nặng lượng với hiệu suất cao nhất.

## Chu trình

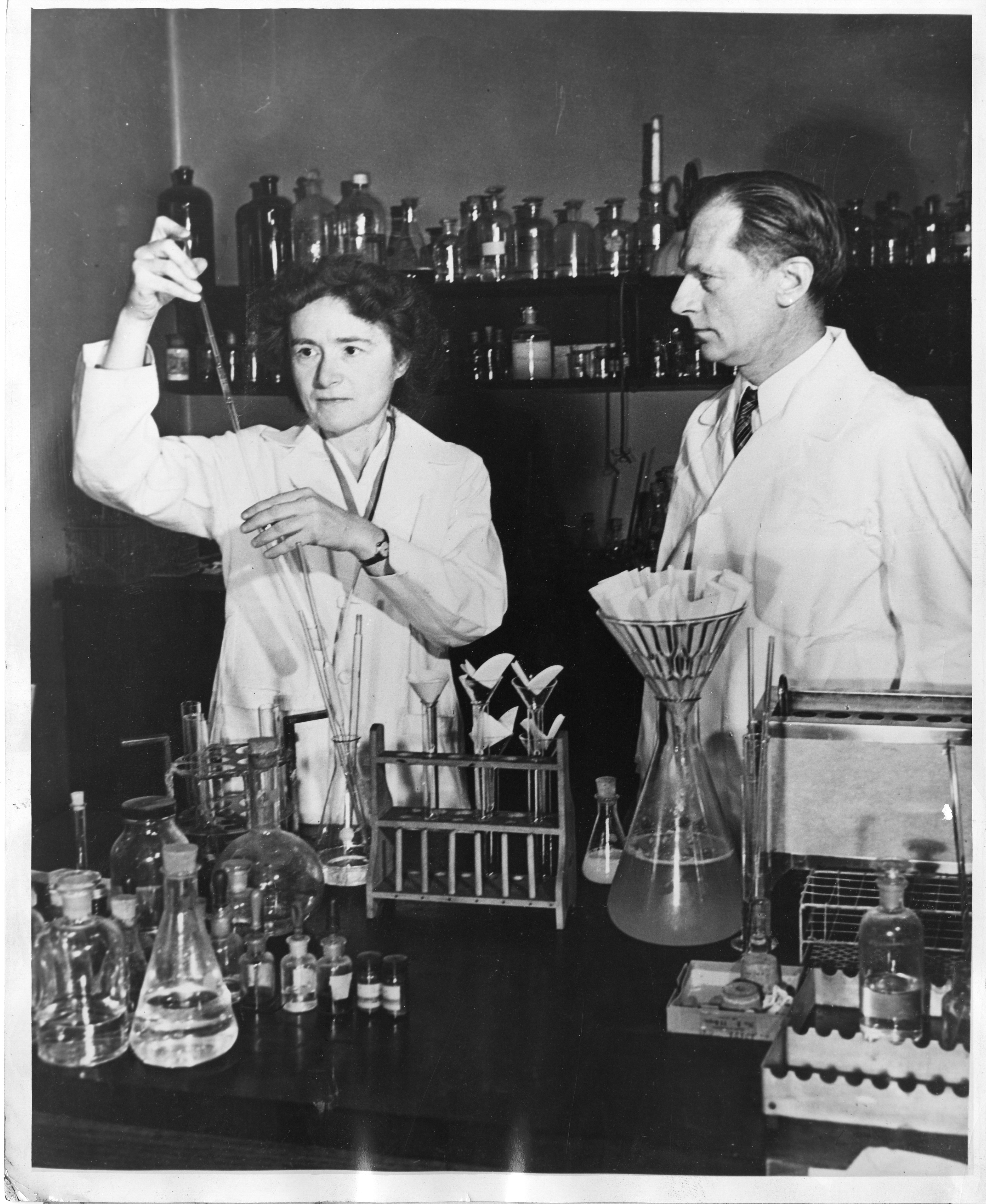
Gerty Cori và Carl Cori cùng nhận được Giải thưởng Nobel về Sinh lý học và Y học năm 1957 vì công lao khám phá tra Chu trình Cori.

Hoạt động của cơ cần năng lượng - được cung cấp từ quá trình phân giải glycogen chứa trong cơ xương. Sự phân giải glycogen (glycogenolysis) sẽ sản sinh glucose dưới dạng glucose-6-phosphate (G-6-P). G-6-P sau đó sẽ tham gia vào quá trình đường phân nhằm tạo ra năng lượng cung cấp cho các tế bào cơ dưới dạng ATP. Khi cơ đang hoạt động, nguồn ATP này phải cần được liên tục cung cấp. Trong trường hợp ôxi được cung cấp đầy đủ, số ATP này được cung cấp từ quá trình oxy hóa axit pyruvic - một sản phẩm của quá trình đường phân - trong chu trình Krebs.
Khi nguồn ôxi cung cấp cho cơ trở nên thiếu hụt - nhất là khi cơ đang hoạt động dưới cường độ cao - cơ thể phải sản sinh ra năng lượng thông qua quá trình hô hấp kỵ khí, chuyển đổi axit pyruvic thành axit lactic bằng enzyme lactate dehydrogenase. Quan trọng hơn, quá trình lên men lactic này sản sinh ra NAD+, duy trì nồng độ NAD+ sao cho sự thủy phân glycogen có thể diễn ra liên tục. Quá trình lên men này oxy hóa sản phẩm NADH tạo ra trong quá trình thủy phân glycogen và biến chúng trở về NAD+, chuyển hai điện tử (electron) từ NADH sang axit pyruvic để khử chúng thành axit lactic.
Số axit lactic hình thành trong quá trình hô hấp kỵ khí tại cơ sẽ được chuyển đến gan. Điều này khởi đầu cho nửa sau của chu trình Cori. Ở gan, sự hình thành glucose diễn ra. Từ một cách nhìn mang tính trực giác, quá trình hình thành glucose là một sự đảo ngược của cả hai quá trình đường phân và lên men, cụ thể là axit lactic sẽ được chuyển đổi trở về axit pyruvic và cuối cùng là về glucose. Glucose lại theo đường máu đến cơ để tiếp tục trải qua quá trình đường phân. Nếu như những hoạt động căng thẳng của cơ chấm dứt, glucose sẽ được glycogen dự trữ ở các cơ xương.
Nhìn chung, trong chu trình Cori, quá trình thủy phân của glycogen tạo ra 2 phân tử ATP tuy nhiên quá trình tái tạo glucose từ axit lactic ngốn mất 6 phân tử ATP, tổng cộng một chu trình Cori ngốn 4 phân tử ATP. Vì vật chu trình Cori không thể được duy trì mãi mãi. Số lượng lớn ATP tiêu tốn cho thấy chu trình Cori chuyển gánh nặng về trao đổi chất từ cơ sang gan.